# Tatjana Mawrina
Tatjana Aleksiejewna Mawrina (ros. Татьяна Алексеевна Маврина, ur. 24 listopada?/7 grudnia 1900 w Niżnym Nowogrodzie, zm. 19 sierpnia 1996 w Moskwie) – radziecka malarka i ilustratorka książek dla dzieci, wyróżniona Nagrodą im. Hansa Christiana Andersena (1976).

## Życiorys
Urodziła się w rodzinie Aleksieja Lebiediewa i Anastasii Mawrinej. Od 1921 do 1929 kształciła się w Wchutiemasie i Wchutieinie, po ukończeniu studiów związała się z grupą artystów Trinadcaty, do 1931 brała udział w dwóch wystawach tej grupy. Podczas jednej z wystaw przybrała rodowe nazwisko matki. W 1930 wyszła za mąż za Nikołaja Kuźmina. W latach 30. malowała obrazy, m.in. akwarele, ilustrowała też książki, m.in. powieść Anatole'a France'a Bogowie łakną krwi (1937). Wiele jej ówczesnych prac było bliskich stylem francuskim postimpresjonistom. Jej ulubioną techniką był rysunek tuszem, akwarela, gwasz i tempera, często malowanie olejem. Później rysunki często przekładano na kolorową litografię. Po wojnie inspirowała się sztuką ludową, poznając ją m.in. podczas zwiedzania miast Zagorsk (Siergijew Posad), Uglicz, Rostów, Aleksandrow, Suzdal, Peresław Zaleski i innych ośrodków architektonicznych. Kolekcjonowała wraz z mężem ikony, gliniane zabawki, tace, hafty i inne dzieła sztuki ludowej, wykonywała też ich kopie. W stylu ludowym zilustrowała m.in. dzieła Puszkina Opowieść o zmarłej księżniczce i siedmiu bohaterach (1949), Rusłan i Ludmiła (1960), W pobliżu Łukomoryi (1961) i Rosyjskie bajki (1963). Ilustrowane przez nią książki stawały się albumami artystycznymi, m.in. Płoń, płoń jasno (1957), Wróżki (1965), Piernikowe ciasteczka piecze się, kotom nie podaje się w łapy (1966) i Baśniowe ABC (1969). W 1975 otrzymała Nagrodę Państwową ZSRR, a rok później Nagrodę im. Hansa Christiana Andersena. W 1981 wyróżniono ją tytułem Zasłużonego Malarza RFSRR. Została pochowana na Cmentarzu Nowodziewiczym.
Jej bratem był informatyk Siergiej Lebiediew, konstruktor pierwszego komputera w ZSRR.